# Malevy Leons
Malevy Leons (IJmuiden; 23 de septiembre de 1999) es un baloncestista neerlandés que actualmente se encuentra sin equipo. Con 2,06 metros de estatura, juega en la posición de ala-pívot.

## Trayectoria deportiva

### Primeros años
Comenzó a jugar al baloncesto en las categorías inferiores del Apollo Amsterdam, haciendo su debut en el primer equipo de la Dutch Basketball League en la temporada 2017-18. Al año siguiente ya formó parte de la primera plantilla, y acabó promediando 5,9 puntos y 4,0 rebotes por partido.

### Universidad
En 2019 se trasladó a Estados Unidos para jugar baloncesto universitario en la NJCAA, jugando dos temporadas en el Mineral Area College de Park Hills (Misuri), donde en su segunda temporada lideró al equipo con 18,7 puntos y 9,5 rebotes, además de sumar 2 tapones y 3,1 asistencias por partido. Fue nombrado Jugador Universitario Junior del Año por la Asociación Nacional de Entrenadores de Baloncesto (NABC).
En 2021 se unió a los Braves de la Universidad Bradley, ya en la División I de la NCAA, con los que disputó tres temporadas, en las que promedió 11,7 puntos, 6,3 rebotes, 1,3 asistencias, 1,4 tapones y 1,3 robos de balón por partido. en sus dos últimas temporadas fue elegido Jugador defensivo del año de la Missouri Valley Conference.

### Profesional
Tras no ser elegido en el Draft de la NBA de 2024, disputó con los Oklahoma City Thunder la Liga de Verano de la NBA, y el 27 de septiembre firmó con el equipo. Sin embargo, fue despedido el 19 de octubre, y volvió a firmar doce días después.

## Estadísticas de su carrera en la NBA

### Temporada regular
| Año     | Equipo        | PJ | PT | MPP | %TC  | %3P  | %TL  | RPP | APP | ROB | TPP | PPP |
| ------- | ------------- | -- | -- | --- | ---- | ---- | ---- | --- | --- | --- | --- | --- |
| 2024-25 | Oklahoma City | 6  | 0  | 3.5 | .000 | .000 | .500 | .5  | .2  | .0  | .0  | .3  |
| Total   | Total         | 6  | 0  | 3.5 | .000 | .000 | .500 | .5  | .2  | .0  | .0  | .3  |